# Discografia di Sergio Endrigo
Questa voce elenca l'intera discografia italiana di Sergio Endrigo dal 1958 ad oggi, composta da 23 album ufficiali, di cui una colonna sonora, più 4 album live, 4 EP e 33 raccolte ufficiali.
All'inizio della sua carriera Endrigo ha inciso otto singoli pubblicati con Riccardo Rauchi e il Suo Complesso di cui era la voce solista e il contrabbassista, seppure non accreditato ufficialmente. In seguito ha pubblicato altri dodici singoli, di cui 10 flexi disk e 2 45 giri utilizzando lo pseudonimo Sergio Doria, ed altri 2 45 giri con lo pseudonimo Notarnicola. Infine come Sergio Endrigo ha pubblicato 51 singoli, per un totale complessivo di 71 singoli per il mercato italiano

## Album in studio
- 1962 - Sergio Endrigo   (RCA – PML 10322)
- 1963 - Endrigo            (RCA – PML 10368)
- 1966 - Endrigo            (Cetra – LPB 35032, ristampato nel 1970 con stesso numero di catalogo)
- 1968 - Endrigo            (Cetra – LPB 35033)
- 1969 - La vita, amico, è l'arte dell'incontro  (Cetra – LPB 35037, ristampato nel 1977 per la Serie Special 3000 SFC 151 e nel 1980 per la serie Pellicano PL 518)
- 1970 - L'arca di Noè  (Cetra – LPX 5/6 ristampato nel 1982 per la serie Pellicano PL 625)
- 1971 - Nuove canzoni d'amore                   (Cetra – LPB 35038)
- 1973 - Elisa Elisa e altre canzoni d'amore                                       (Fonit Cetra – SFC 145 Serie Special 3000)
- 1974 - La voce dell'uomo                       (Ricordi – SMRL 6140)
- 1974 - Ci vuole un fiore                       (Ricordi – SMRL 6145)
- 1975 - Dieci anni dopo                 (Ricordi – SMRL 6173)
- 1976 - Canzoni venete                          (Ricordi – SMRL 6179)
- 1976 - Alle origini della mafia  (Ricordi – SMRL 6198)
- 1977 - Sarebbe bello...                        (Vanilla – OVL 2007)
- 1978 - Donna mal d'Africa                      (Vanilla – OVL 2010)
- 1981 - ...e noi amiamoci                       (Fonit Cetra – LPX 95)
- 1982 - Mari del sud       (Fonit Cetra – LPX 111)
- 1986 - E allora balliamo                       (RCA Talent – PL 70985)
- 1988 - Il giardino di Giovanni                 (New Enigma Records – 2 NEM 47303)
- 1993 - Qualcosa di meglio                      (Grd – 508 321-2)
- 1996 - Il meglio                                   (D.V. More Record – CD DV 5982, raccolta di successi riarrangiati e ricantati)
- 2003 - Altre emozioni                          (D'Autore – DA1013, ristampato nel 2005 da Rai Trade RTP0084-RAT0167882)
- 2004 - Cjantant Endrigo dut par furlan/Cantando Endrigo in lingua friulana  (Numar Un – N1 SE 1-04)

## Live
- 1970 - L'arca di Noè
- 2012 - L'unica volta insieme - con Umberto Bindi, Bruno Lauzi e Gino Paoli

## Raccolte
- 1967 - Ti amo (RCA Italiana – KIT 21, S 21)
- 1968 - Un cocktail per due (Fonit Cetra) - split con Milva
- 1970 - Le canzoni d'amore di Bindi, Endrigo, Paoli, Tenco (Ricordi – SMRP 9067) - split con Bindi, Endrigo, Paoli, Tenco
- 1973 - Elisa Elisa e altre canzoni d'amore (Fonit Cetra – LPB 35048)
- 1975 - Sergio Endrigo (RCA Italiana – TCL1-1146)
- 1975 - Endrigo (Fonit Cetra – DPU 1)
- 1976 - Le canzoni di Sergio Endrigo (RCA Italiana – TNL1-1146, NL 31146, serie Linea Tre)
- 1982 - Endrigo (Profili Musicali - SRIC 016)
- 1982 - Sergio Endrigo (Armando Curcio Editore - HP-17)
- 1983 - Endrigo, Jannacci, Paoli, Tenco (Fonit Cetra - PL 680 Serie Pellicano)
- 1987 - Italian Graffiti 1965 (RCA - CK71360, compilation in musicassetta con altri artisti)
- 1988 - Sergio Endrigo (Fonit Cetra - CDM 2016)
- 1989 - Canzoni per te (New Enigma Records - NEM 47210)
- 1994 - Il meglio di Sergio Endrigo (Bebas Records - SMC 435)
- 1994 - Il successi di Sergio Endrigo (RCA - 74321 18681 - 4)
- 1996 - Nelle mie notti (RCA - 0743213977423)
- 2000 - Quando la musica è poesia (Warner Fonit - 8573 84510-2)
- 2002 - I Grandi successi originali (RCA Italiana - 74321851322 (2))
- 2005 - I 45 giri (Warner Strategic Marketing - 5050467-7802-2-4, distribuito anche da TV Sorrisi e canzoni)
- 2005 - Le più belle canzoni di Sergio Endrigo (Warner Strategic Marketing Italy - 5050467-9676-2-5)
- 2005 - Io che amo solo te (sound music internetional - 622ddd)
- 2008 - I grandi successi (Rhino Records - 5051442-8788-5-1)
- 2010 - Antologia (Venus Distribuzione - WRNDCD018)
- 2010 - Si comincia a cantare (On Sale Music - 64 OSM 083)
- 2010 - Original album series (Rhino Records - 5052498-9639-5-9)
- 2011 - ...E noi amiamoci/Mari del sud (Rhino Records - 5052498-9639-5-9)
- 2012 - Le mie canzoni (BMG Rights Management - 88765402952)
- 2012 - Sergio Endrigo (Warner Music Italia Srl - 5053105-9917-2-3)
- 2014 - Canta i grandi poeti americani (ConcertOne, Sugarmusic Spa - CO 14001)
- 2015 - Sergio Endrigo e interpreti vari - Momenti di jazz (Musica Jazz - MJCD 1298)
- 2015 - Io che amo solo te (BMG Rights Management, Arnoldo Mondadori Editore - 15SC0114)
- 2016 - Playlist (Rhino Records - 5054197049927)
- 2016 - Live Collection (Nar International S.r.l. - NAR 102162, CD + DVD)

## EP
- 1961 - I tuoi vent'anni/Chiedi al tuo cuore/La brava gente/Bolle di sapone (Tavola Rotonda – ET 7001)
- 1963 - Io che amo solo te/Viva Maddalena/I tuoi vent'anni/Le cose stanno così/Via Broletto, 34/La dolce estate  (RCA Italiana – SJB 3)
- 1972 - Chi sei/Dolce acqua/Perdono/L'uomo  (Cetra – EPD 163) - EP in comune con i Delirium e gli Osanna
- 1976 - Canzoni venete  (Ricordi – SMRL 6179)

## Singoli

Il disco di Sergio Endrigo inciso con lo pseudonimo Notarnicola nel 1959 per le edizioni Ariston

Singoli accreditati a Riccardo Rauchi e il Suo Complesso di cui Sergio Endrigo era la voce solista e il contrabbassista
- 1959 - Aiuto/Era un uomo tranquillo  (La voce del padrone - 7 MQ 1199)
- 1959 - Un'ora con te/Notte, lunga notte  (La voce del padrone - 7 MQ 1202)
- 1959 - Labbra di fuoco/Venere  (La voce del padrone - 7 MQ 1249)
- 1959 - Ora che ho te (Son felice di vivere)/Tanta da morire  (La voce del padrone - 7 MQ 1250)
- 1959 - Tu (Non devi farlo più)/Non so cos'è  (La voce del padrone - 7 MQ 1251)
- 1959 - Ho rubato la luna/Ghiaccio bollente  (La voce del padrone - 7 MQ 1300)
- 1959 - Deliziosa/Rosita  (La voce del padrone - 7 MQ 1326)
- 1959 - Non occupatemi il telefono/Un disco e tu  (La voce del padrone - 7 MQ 1333)

Flexi disk incisi con lo pseudonimo Sergio Doria 
- 1959 - Il nostro refrain/Io sono il vento   (Pic-Nic - P 055)  - sul lato a canta Rossana Chiari
- 1959 - Io sono il vento/Nessuno   (Pic-Nic - P 056) - sul lato b canta Annabella
- 1959 - Io sono il vento/Per tutta la vita   (Pic-Nic - P 056) - sul lato b canta Annabella
- 1959 - Io sono il vento/Un bacio sulla bocca   (Pic-Nic - P 056) - sul lato b canta Annabella
- 1959 - Piove/Nessuno              (Pic-Nic - P 062) - sul lato b canta Annabella
- 1959 - Piove/Sempre con te        (Pic-Nic - P 065) - sul lato b canta Rossana Chiari
- 1959 - Piove/Tu sei qui           (Pic-Nic - P 065)
- 1959 - Piove/Avevamo la stessa età           (Pic-Nic - P 065)
- 1959 - Piove/Per tutta la vita    (Pic-Nic - P 065) - sul lato b canta Annabella
- 1959 - Piove/Per tutta la vita    (Pic-Nic - P 068) - sul lato b canta Annabella
- 1959 - Donna/Carina  (Microstar - F 100) 45 giri
- 1959 - Arrivederci/I sing ammore   (Microstar - F 105) 45 giri

Singoli incisi con lo pseudonimo Notarnicola 
- 1959 - Arrivederci/Nuvola per due  (Ariston - NP 5001)
- 1959 - Il tuo sorriso/I sing amore  (Ariston - NP 5002)

Singoli incisi come Sergio Endrigo
- 1960 - Bolle di sapone/Alle quattro del mattino     (Tavola Rotonda - T 70-001)
- 1961 - I tuoi vent'anni/Chiedi al tuo cuore         (Tavola Rotonda - T 70-005)
- 1961 - La brava gente/Espoirs de printemps          (Tavola Rotonda - T 70-011)
- 1962 - La periferia/Aria di neve                        (RCA Victor - PM45 3056, Serie Europa)
- 1962 - Basta così/Via Broletto 34                       (RCA Victor - PM45 3076, Serie Europa)
- 1962 - Ave Maria/Ave Maria                              (RCA Victor - PM45 3087, Serie Europa)
- 1962 - Io che amo solo te/Vecchia balera            (RCA Victor - PM45 3098, Serie Europa, stampato con due copertine leggermente diverse, ristampato nel 1963)
- 1963 - Se le cose stanno così/Viva Maddalena            (RCA Italiana - PM45 3182)
- 1963 - La rosa bianca/Aria di neve                      (RCA Italiana - PM45 3210)
- 1963 - Era d'estate/Annamaria                           (RCA Italiana - PM45 3223, Serie Festival in casa)
- 1964 - La dolce estate/Ora che sai                      (RCA Italiana - PM45 3269)
- 1964 - Ti amo/Oggi è domenica per noi                   (RCA Italiana - PM45 3291)
- 1965 - I tuoi vent'anni/La brava gente                  (Ricordi - SRL 10-376)
- 1965 - Mani bucate/Dimmi la verità                      (Cetra - SP 1281, stampato con due copertine differenti)
- 1965 - Teresa/Come stasera mai                          (Cetra - SP 1292, tre stampe differenti)
- 1966 - Adesso sì/Io e la mia chitarra                   (Cetra - SP 1297)
- 1966 - Girotondo intorno al mondo/Questo amore per sempre   (Cetra - SP 1306)
- 1966 - Back Home, Someday/L'alba viene a cercare te      (Cetra -  SP 1314)
- 1967 - Dove credi di andare/Il treno che viene dal sud   (Cetra - SP 1324)
- 1967 - La donna del Sud/Il treno che viene dal sud   (Cetra - SP 1334)
- 1967 - Perché non dormi fratello/La tua assenza   (Cetra -  SP 1339)
- 1968 - Canzone per te/Il primo bicchiere di vino    (Cetra - SP 1360, stampato con cinque varianti diverse della copertina)
- 1968 - Marianne/Il dolce paese   (Cetra - SP 1367)
- 1968 - La colomba/Anch'io ti ricorderò     (Cetra - SP 1383)
- 1968 - Camminando e cantando/Anch'io ti ricorderò       (Cetra - SP 1388)
- 1969 - Lontano dagli occhi/San Firmino              (Cetra - SP 1391)
- 1969 - Sophia/1947                                      (Cetra - SP 1403)
- 1969 - La casa/La marcia dei fiori                      (Cetra - SP 1417, stampato tre volte e ristampato nel 1974 SPB 13)
- 1969 - Una breve stagione/Poema degli occhi                 (Cetra - SP 1418)
- 1970 - L'arca di Noè/Dall'America   (Cetra - SP 1423)
- 1970 - Oriente/Lorlando               (Cetra - SP 1442)
- 1971 - Una storia/Lettera da Cuba     (Cetra - SP 1452)
- 1971 - La prima compagnia/Le parole dell'addio  (Cetra - SP 1464)
- 1972 - Angiolina/La prima compagnia             (Cetra - SP 1471)
- 1972 - Il pappagallo/San Francesco              (Cetra - SP 1484, stampato tre volte con copertine diverse, e nel 1974 SPB 14)
- 1972 - La pulce/La papera                       (Cetra - SP 1504, ristampato nel 1975 SPB 15)
- 1973 - Elisa Elisa/Antiqua                      (Cetra - SP 1506)
- 1974 - La bella famiglia/L'arca                 (Cetra - SPB 3) - con The Plagues, Ricchi e Poveri e Vinícius de Moraes
- 1974 - La ballata dell'ex/Pietà l'è morta              (Cetra - SPD 674) - il lato b è inciso dal Duo di Piadena
- 1974 - Una casa al sole/Perché le ragazze hanno gli occhi così grandi   (Ricordi - SRL 10725)
- 1974 - Ci vuole un fiore/Mi ha fatto la mia mamma     (Ricordi - SRL 10737, stampato con due copertine diverse)
- 1974 - Napoleone/Ho visto un prato              (Ricordi - SRL 10754)
- 1976 - Girotondo intorno al mondo/Perché non dormi fratello    (Cetra - SPB 43)
- 1976 - El merlo/Nina Nana Bobò  (Ricordi - SRL 10790)
- 1976 - Quando c'era il mare/A Barbara   (Ricordi - SRL 10793)
- 1976 - Scende la notte/E così sia      (Ricordi - SRL 10826)
- 1978 - C'era una volta, anzi domani/Homo Volans  (Vanilla - VA 015)
- 1979 - Il paese del no/Mozart    (Vanilla - VA 024)
- 1986 - Canzone italiana/Le ragazze      (it - ZB 7549)
- 1989 - Per te Armenia/Sono caduti   (New Enigma Records - NEM 47002)
- 1990 - Tango rosso/Donna pubblicità   (RCA Original Cast - BB 44189)

## Discografia fuori dall'Italia
- 1969 - I più grandi successi di Sergio Endrigo
- 1972 - Diez Canciones De Amor
- 1976 - Ao vivo
- 1979 - Exclusivamente Brasil
- 1980 - A Arte de Sergio Endrigo
- 1980 - En Castellano
- 1982 - Se necessita una flor